# Parafia św. Jana Nepomucena i Matki Bożej Różańcowej w Biskupcu
Parafia św. Jana Nepomucena i Matki Bożej Różańcowej w Biskupcu – parafia rzymskokatolicka w diecezji elbląskiej. Erygowana w 1325 roku, reerygowana w 1895 roku przez biskupa warmińskiego Andreasa Thiela. Do parafii należą miejscowości: Biskupiec, Fitowo i Słupnica. Tereny te znajdują się w gminie Biskupiec w powiecie nowomiejskim w województwie warmińsko-mazurskim.
Kościół parafialny w Biskupcu został wybudowany w latach 1892–1894 roku dla społeczności ewangelickiej. Po 1945 roku przekazany Kościołowi katolickiemu. W roku 2012 przeszedł remont (posadzka i ogrzewanie podłogowe).

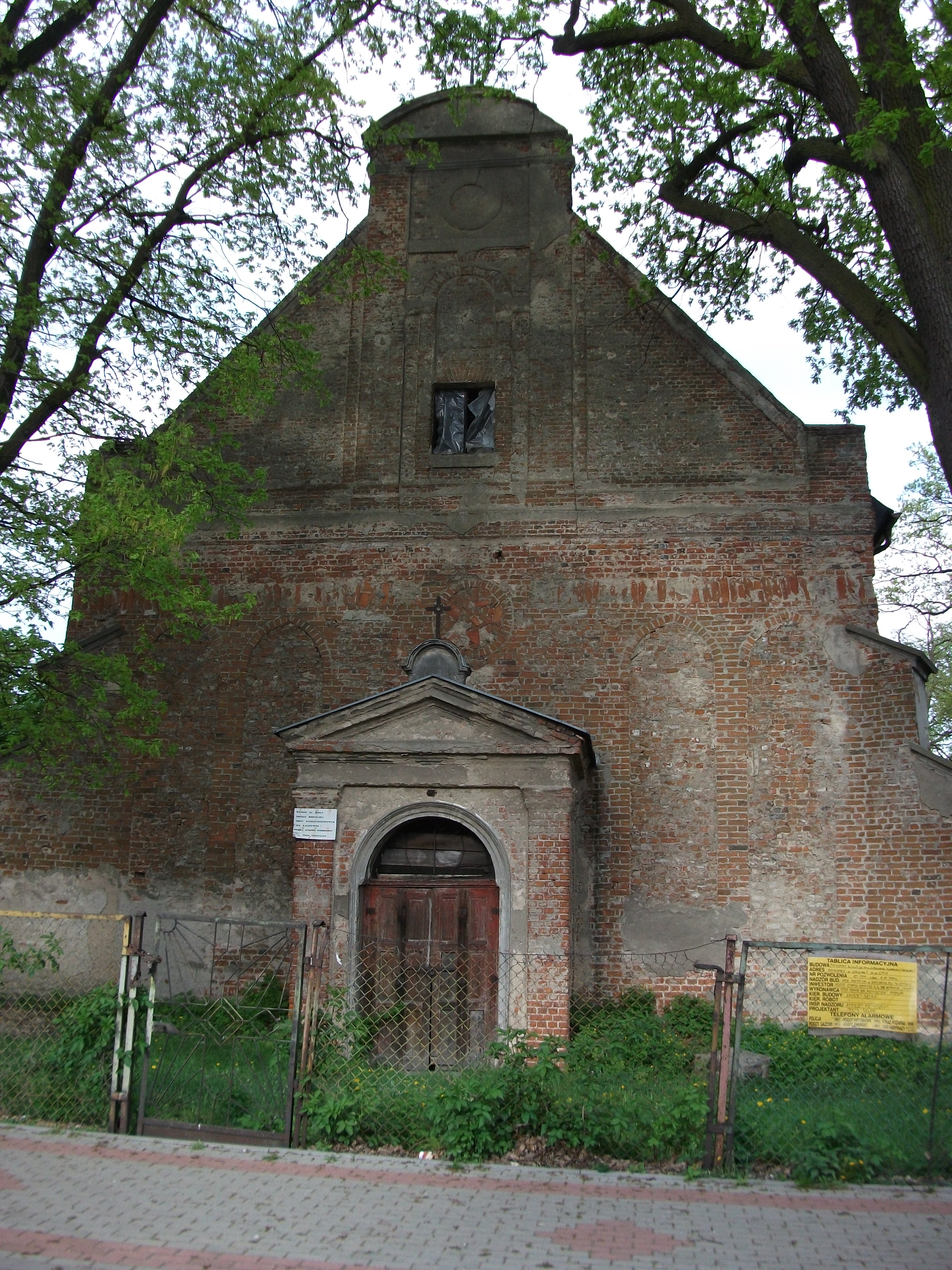
Kościół katolicki z XIV wieku w Biskupcu.

## Proboszczowie
- ks. Reinhold Salzwedel (1898–1951)
- ks. Adam Habel
- ks. Stanisław Zając
- ks. Józef Łapiński
- ks. Stanisław Szubski
- ks. prał. Mieczysław Wegnerowski (zm. 2012[1][2])
- ks. kan. Ryszard Szramka
- ks. kan. Kazimierz Lenart (1940–2014)
- ks. kan. Tomasz Gańko